# NGC 7358
NGC 7358 este o galaxie lenticulară situată în constelația Tucanul. A fost descoperită în 20 iulie 1835 de către John Herschel. Se află la o distanță de 46,63 de megaparseci de Pământ.